# Skorpionsfliegen
Die Skorpionsfliegen (Panorpidae) sind eine Familie der Schnabelfliegen (Mecoptera). Der Name ist abgeleitet vom Hinterleibsende der Männchen, das vergrößert und zurückgebogen ist und so dem Stachel eines Skorpions ähnelt. Die Skorpionsfliegen sind die artenreichste Familie der Schnabelfliegen. Ihr Verbreitungszentrum ist China. In Mitteleuropa sind nur fünf Arten der Gattung Panorpa anzutreffen.

## Merkmale
Der Kopf der Skorpionsfliegen ist nach unten (ventrad, zur Bauchseite hin) in eine Rostrum genannte, rüssel- oder schnabelartige Verlängerung ausgezogen, die im Wesentlichen aus dem verlängerten Clypeus gebildet wird, vorn verlängert durch ein kleineres, dreieckiges Labrum. Die kauend-beißenden Mundwerkzeuge sitzen an der Spitze an. Das Rostrum ist fast immer gelb, gelegentlich braun gefärbt. Die Komplexaugen sind groß und stehen halbkugelig aus der Kopfkontur hervor, sie sind im Umriss etwas verlängert (elliptisch). Auf dem (meist gelb gefärbten) Vertex sitzen zusätzlich drei Ocellen auf einem erhöhten Ocellenhügel.
Am Rumpfabschnitt (Thorax) ist das Pronotum sattelförmig eingesenkt. Die Beine sind lang und schlank, ihre Schienen (Tibien) tragen an der Spitze zwei Sporne. Die Krallen sind auf ihrer Innenseite kammartig gezähnt.
Die vier großen, netzartig geäderten und oft dunkel gefleckten Flügel sind in der Grundfärbung glasklar durchsichtig (hyalin), gelblich oder bräunlich. Die Flecken auf den Flügeln sind artspezifisch verschieden und ein wichtiges Bestimmungsmerkmal für die Arten. Bei der Flügeladerung ist die gebogene Basis des vierten Asts der Media ein wichtiges Unterscheidungsmerkmal zur Familie Panorpodidae. Die Ausbildung der Analadern unterscheidet viele Arten voneinander. Die Flügel werden in der Ruheposition flach und etwas gespreizt nach hinten angelegt. 
Die Skorpionsfliegen zeigen einen ausgeprägten Sexualdimorphismus. Bei den Männchen sitzt auf der Oberseite des Hinterleibs, am Hinterende des dritten Tergiten, meist ein artspezifisch verschieden geformter Fortsatz auf, der als Notalorgan bezeichnet wird. Er bildet mit einem kleineren Fortsatz auf dem vierten Tergiten zusammen ein Klammerorgan, mit dem das Weibchen bei der Paarung an seinen Flügeln festgehalten wird. An den Segmenten sechs bis acht des Hinterleibs sind Tergite und Sternite zu einer Röhre verschmolzen. Bei Männchen von Leptopanorpa, und einigen Arten von Neopanorpa und Panorpa, sind die Segmente zu einer Röhre von extremer Länge ausgezogen. Die letzten Hinterleibssegmente (ab dem neunten) der Männchen sind immer verdickt und bilden eine Genitalkapsel, die nach vorn gebogen getragen wird und an einen Skorpionsstachel erinnert. An der Spitze der Genitalkapsel sitzen Gonostyli genannte, paarige Fortsätze (sie gehören zu den Gonopoden). Mit ihrer Hilfe klammert sich das Männchen bei der Begattung an das weibliche Hinterleibsende. Bei den Weibchen ist der Sternit des neunten Hinterleibssegments in eine große, artspezifisch verschieden geformte Genitalplatte modifiziert. Das zehnte und elfte Segment, mit zwei mehrgliedrigen Cerci, sind prominent ausgebildet und dahinter sichtbar.

### Larven
Die Larven der Skorpionsfliegen ähneln im Habitus einer Schmetterlingsraupe („eruciformer“ Larventyp). Die hart sklerotisierte Kopfkapsel trägt aber bei ihnen keine Larvenaugen (oder Stemmata, aus einzeln sitzenden Ocellen), sondern Komplexaugen. Die Antennen bestehen aus drei Segmenten und sind relativ kurz. Die kauend-beißenden Mundwerkzeuge sind nach unten gerichtet (hypognath). Außer der sklerotisierten Kopfkapsel tragen die Larven ein großes Tergit auf dem ersten Thoraxsegment und kleine Sklerite auf den übrigen Segmenten. Sie sind relativ spärlich beborstet. Die Larven sind artspezifisch verschieden gefärbt, meist entweder braun oder weißlich blass.
Skorpionsfliegen-Larven tragen neben den insektentypischen drei Beinpaaren am Thorax, bei ihnen viergliedrig, zusätzlich acht Paare von ungegliederten Bauchfüßen am Hinterleib, am ersten bis achten Hinterleibssegment. Am neunten Hinterleibssegment sitzt ein Paar saugnapfartiger, in Lappen gegliederter Klammerfortsätze. Zusätzlich sitzen auf der Rückenseite (dorsal) des Hinterleibs zipfelartige paarige Fortsätze, diese sind am achten bis zehnt Segment am längsten.

### Puppen
Das Puppenstadium besitzt bei den Skorpionsfliegen frei abstehende Beine und Flügelscheiden (mit dem Fachausdruck exarat beschrieben), ihre Mandibeln sind beweglich. Eine solche Puppenform wird als Pupa dectica bezeichnet. Die Puppe ähnelt in der Körpergestalt bereits dem ausgewachsenen Insekt (Imago) und besitzt wie diese große, dunkel gefärbte Komplexaugen. Bei den Männchen sind die vergrößerten Genitalsegmente am Hinterleib schon erkennbar.

## Lebensweise

### Imagines
Skorpionsfliegen haben, je nach Art, eine oder zwei Generationen pro Jahr, sie sind also univoltin oder bivoltin. Überwinterungsstadium ist die Larve im letzten Stadium, vergraben im Boden. Imagines treten im Norden vom Frühsommer bis in den Herbst auf, im Süden schon vom Frühjahr an. Die Skorpionsfliegen halten sich vor allem in schattigen Bereichen, häufig an Büschen auf, wo sie gern auf der Unterseite von Blättern sitzen. Je nach Art werden die Flügel in Ruhelage entweder dachförmig über dem Hinterleib oder v-förmig zur Seite abgespreizt gehalten. 
Sie ernähren sich vor allem von toten und verletzten Insekten (sie sind saprophag), manchmal auch von Nektar, Früchten, wie zum Beispiel Himbeeren oder Honigtau von Blattläusen. Selten treten Imagines auch an Aas (toten Wirbeltieren) auf. Tote Insekten werden mit den starken Mandibeln aufgebissen. Der Schnabel hilft ihnen anschließend, die weichen Organe im Inneren zu erreichen. Die Hartteile des Exoskeletts werden nicht gefressen. 
Von verschiedenen Arten wird beschrieben, dass sie auch Insekten verspeisen, welche in den Netzen von Webspinnen gefangen sind (Kleptoparasitismus). Sie balancieren zu diesem Zweck auf den Spinnenfäden und vermögen sich mit Hilfe ihres eigenen Mitteldarmsaftes auch von klebrigen Fäden wieder zu lösen. Da sie nicht im Netz gefangen werden, werden sie von der Spinne ignoriert, da Netzspinnen auf die Signale der Netzfäden zum Beuteerkennen angewiesen sind.

### Larven
Die Larven der Skorpionsfliegen leben, je nach Art, entweder an der Bodenoberfläche, in der organischen Bodenauflage in der Streuschicht oder vergraben im Boden. Die Arten der Gattung Panorpa sind weit überwiegend grabende Formen, kommen aber nachts oft an die Bodenoberfläche. Die Larven von Neopanorpa sind stark an eine grabende Lebensweise angepasst, sie sind weiß gefärbt mit kurzen, teilweise reduzierten Körperanhängen. Auch sie kamen in Laborversuchen gelegentlich nachts zur Beutesuche an die Oberfläche. Andere wie Diceropanorpa bleiben an der Bodenoberfläche und graben sich auch tagsüber nicht ein. Die Larven ernähren sich wie die Imagines von toter organischer Substanz, bevorzugt von toten Insekten. Die Verpuppung erfolgt in einer unterirdischen Puppenkammer.

## Fortpflanzungsverhalten

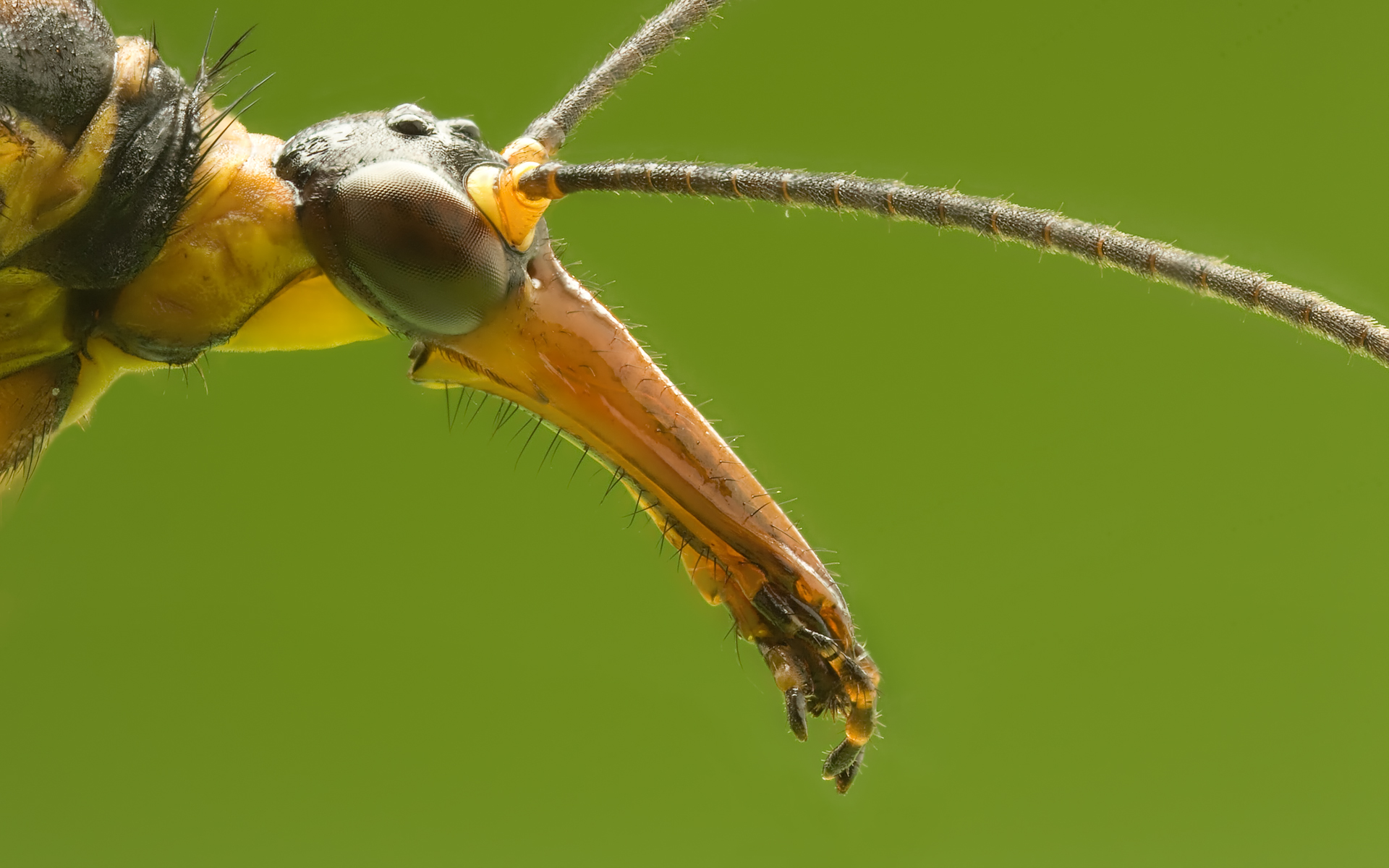
Der rüsselartig verlängerte Kopf mit den Mundwerkzeugen der Gemeinen Skorpionsfliege

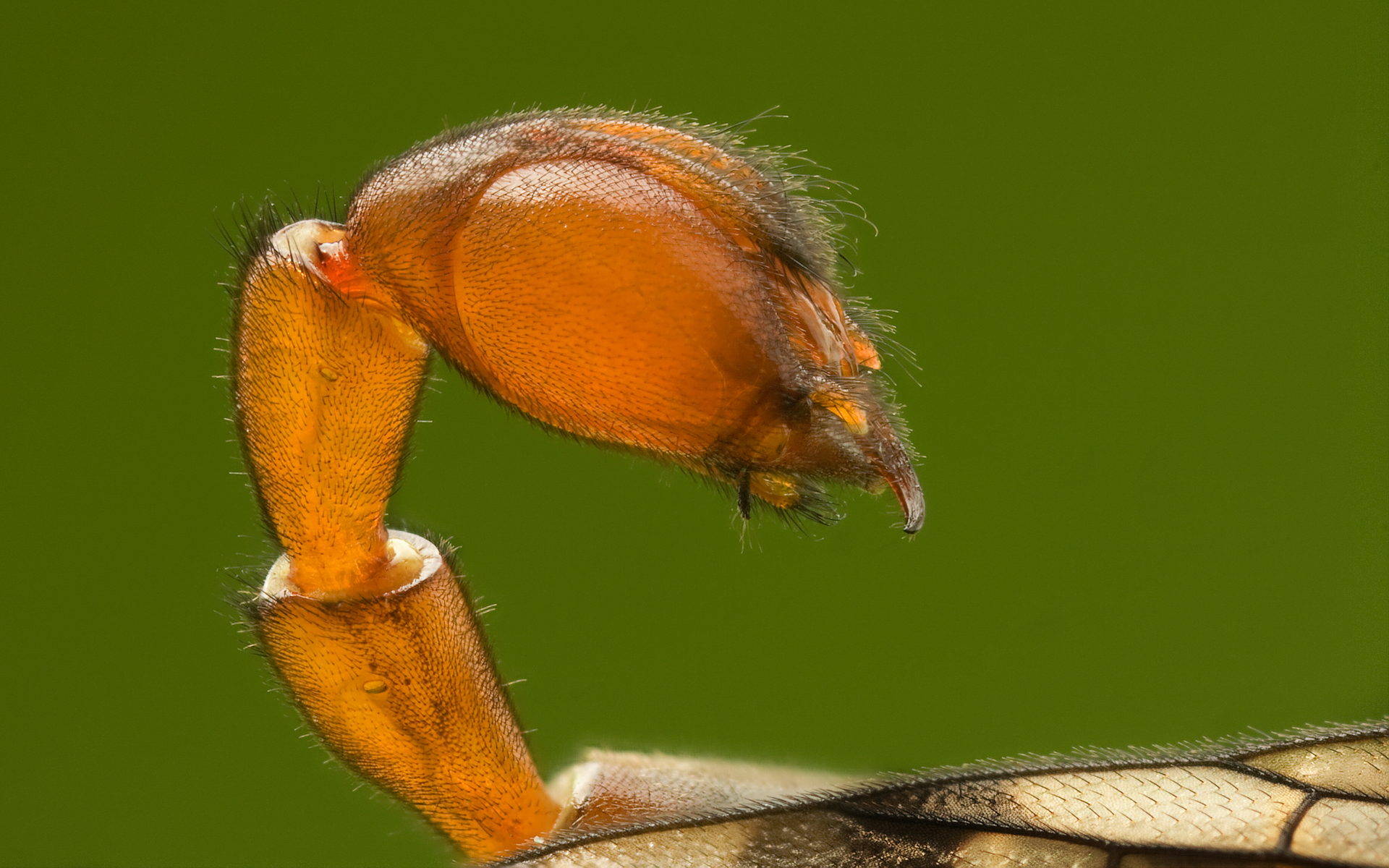
Männlicher Genitalapparat der Gemeinen Skorpionsfliege

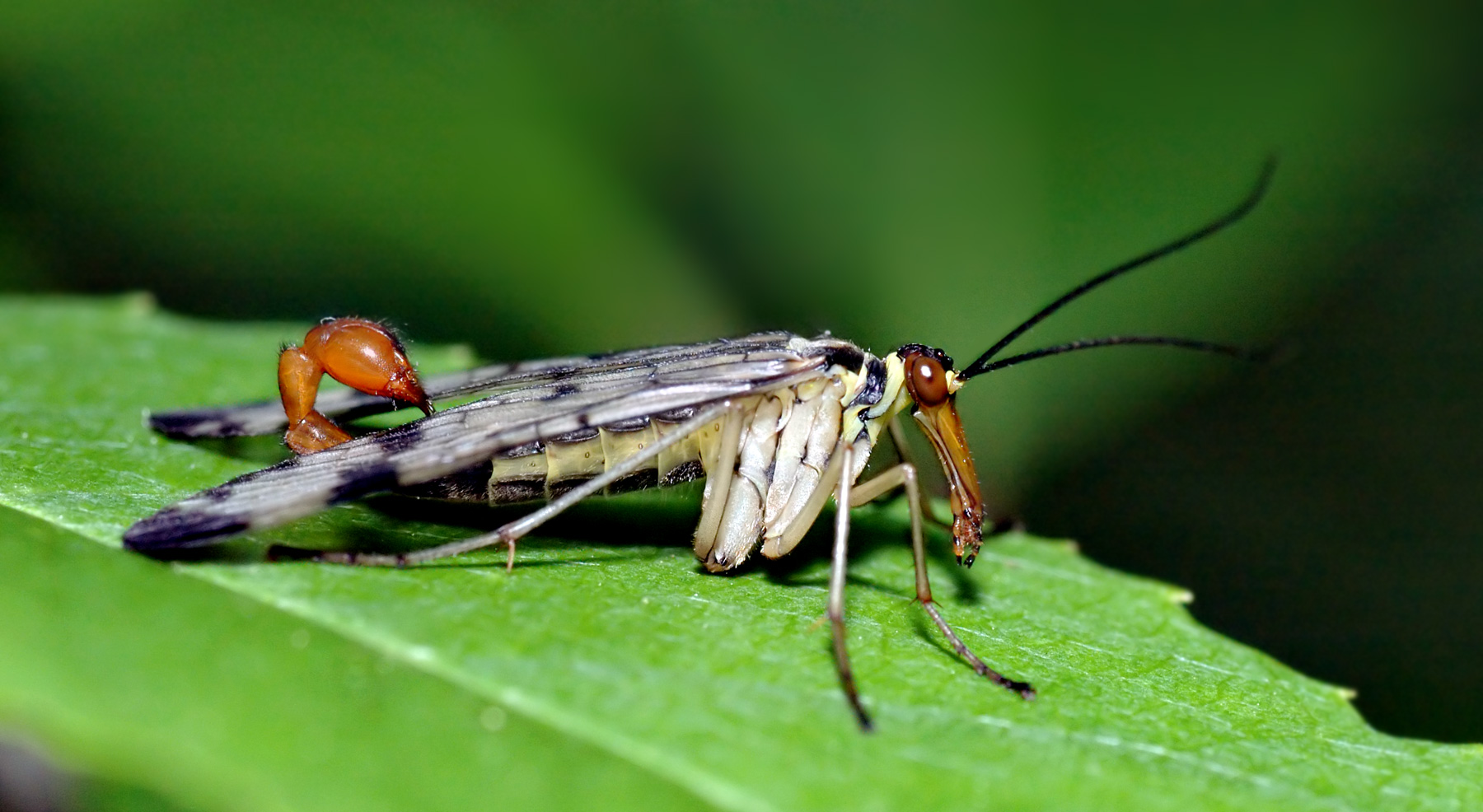
Panorpa communis, Männchen von rechts

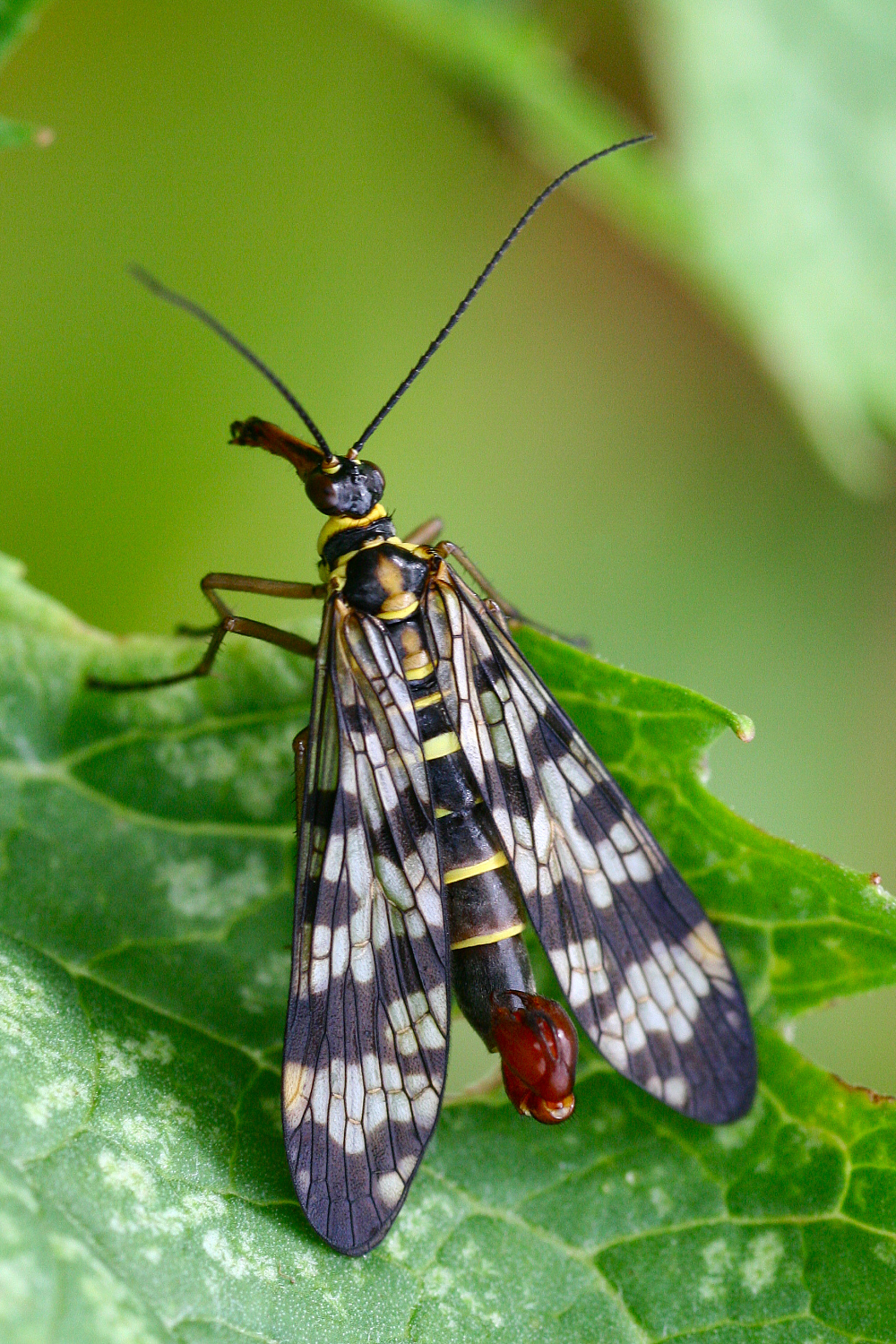
Panorpa vulgaris, Männchen von oben

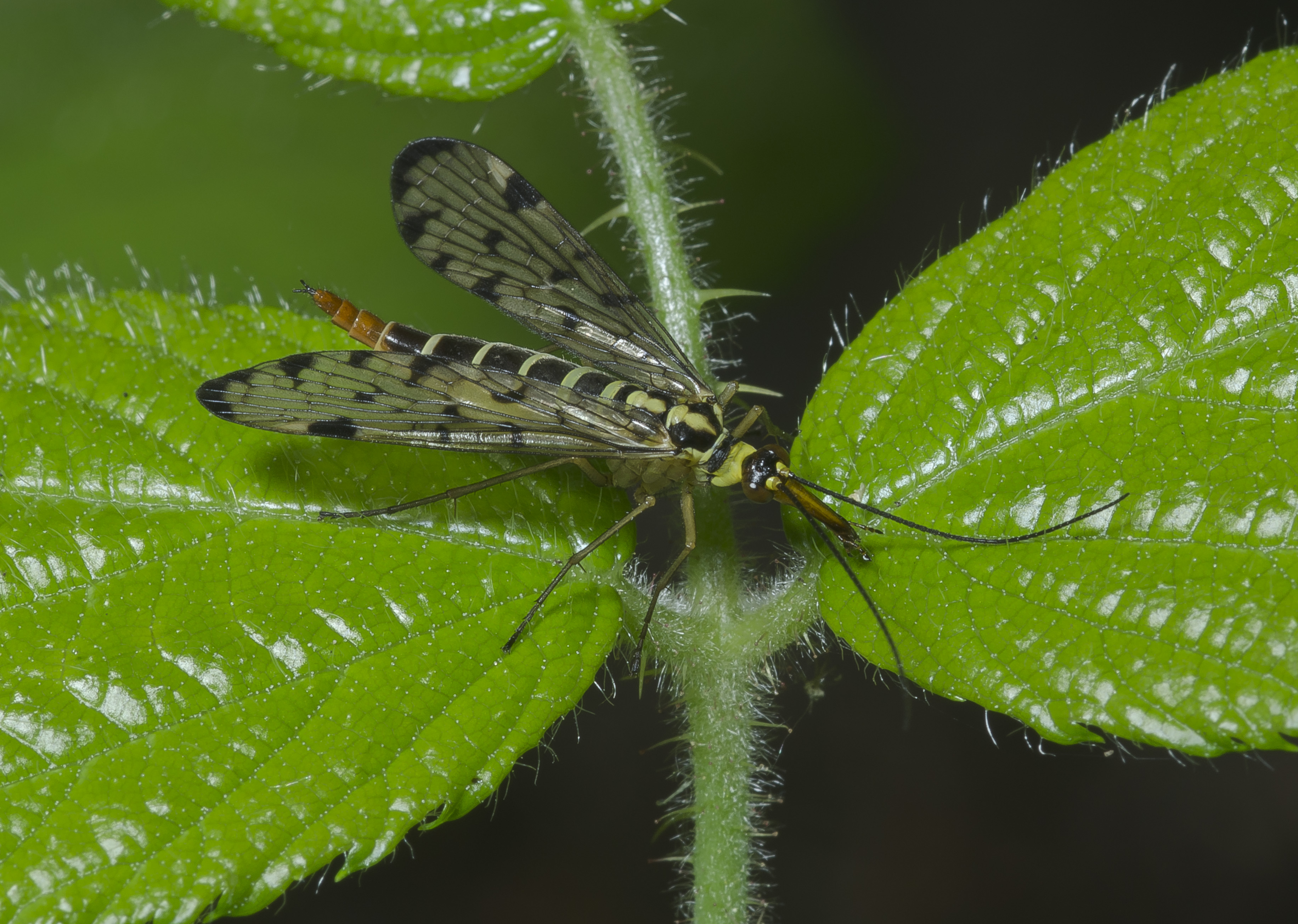
Panorpa germanica, Weibchen

Besonders gut erforscht ist das Fortpflanzungsverhalten der Skorpionsfliegen. Für die mitteleuropäischen Arten Panorpa germanica, Panorpa alpina und Panorpa cognata konnte nachgewiesen werden, dass die Männchen Pheromone abgeben, um paarungsbereite Weibchen anzulocken. Eine Ausnahme stellen die männlichen Exemplare von Panorpa vulgaris dar, die keine Pheromone produzieren. Die Weibchen werden durch das in der Hinterleibsdrüse produzierte Pheromon vom Männchen angelockt, wobei die Reichweite etwa acht Meter beträgt. Das Weibchen setzt sich auf das Substrat und das Männchen nähert sich diesem mit auffälligem Flügelwinken sowie einer typischen Auf-und-Ab-Bewegung des Hinterleibs. Durch Letztere entsteht ein Substratschall, der vom Weibchen durch Sinneshaare an den Beinen registriert wird. Bei einer Paarungswilligkeit reagiert das Weibchen mit der gleichen Bewegung, häufig entfernt sich das Weibchen durch ein kurzes Auffliegen jedoch ein wenig, woraufhin sich das Männchen erneut nähert.
Das Männchen kann nun drei verschiedene Arten von Kopulationsstrategien anwenden:
1. Ist das Weibchen offensichtlich legebereit, so bietet es diesem ein totes Insekt an, welches das Männchen auch gegen Rivalen verteidigt.
2. Ist das Weibchen noch nicht legebereit, übergibt das Männchen diesem mehrere Speichelkügelchen als Geschenk, die es vorher in den Speicheldrüsen gebildet hat. Dabei kann es hintereinander sieben Kügelchen produzieren und übergeben. Diese werden vom Weibchen bei der Kopulation gefressen und das Weibchen verhält sich nicht aggressiv.
3. Eine gewaltsame Paarung ist ebenfalls möglich.

Nachweislich wirkt sich die Übergabe von Paarungsgeschenken eindeutig positiv auf die Eiproduktion des Weibchens aus, zurückzuführen wahrscheinlich auf die zusätzlichen Nahrungsressourcen, welche das Weibchen vom Männchen erhalten hat. Die Kopulation selbst beginnt damit, dass das Männchen das Weibchen mit den Hinterleibszangen packt und beide danach etwa 15 bis 20 Minuten in einer V-Stellung beieinanderbleiben. Eine weitere Verkeilung findet über die Flügel statt, die vom Notalorgan am männlichen Hinterleib festgeklammert werden. Ein Pärchen kann sich mehrmals hintereinander paaren und eine Begattung ist auch möglich, während das Weibchen frisst.
Die Eier legt das Weibchen wenige Tage nach der Paarung mit dem gestreckten Hinterleib in lockere Erde. Die Eier werden dabei zu Ballen verklebt. Ein Weibchen legt mehrere Gelege ab.

## Verbreitung
Die Familie der Skorpionsfliegen ist verbreitet in Europa, dem nördlichen und östlichen Asien und Nordamerika, also den Faunenreichen der Holarktis und Orientalis.

## Taxonomie
Die Familie Panorpidae umfasst mehr als 500 Arten und ist damit die artenreichste Familie der Schnabelfliegen. Verbreitungszentrum ist China mit etwa 200 Arten. Sie wird in zwei Unterfamilien gegliedert, die Panorpinae und die Neopanorpinae. Es wurde vermutet, dass die Familie in der Kreide evolviert ist, vermutlich in Ostasien. Inzwischen liegen mit zwei Arten der Gattung Jurassipanorpa aus den fossilreichen Daohugou-Schichten (China) auch Funde aus dem Jura vor.
Unterfamilie Panorpinae
- Gattung Panorpa Linnaeus, 1758. Mehr als 260 Arten in Eurasien und Nordamerika (südlich bis in den Norden Mexikos). Die Gattungen Estenalla Navás, 1912 und Aulops Enderlein, 1910 wurden mit Panorpa synonymisiert, einige Entomologen halten sie aber nach wie vor für valide. Die Gattung Panorpa ist in der traditionellen Umschreibung als paraphyletisch erkannt worden.[4] Es werden zahlreiche Artengruppen unterschieden.
- Gattung Ceratopanorpa Gau, Ma und Hua, 2016. Gut 20 Arten, Endemiten Chinas (nur Festland). Namensgebend ist ein hornartiger Fortsatz am sechsten Hinterleibstergiten der Männchen.
- Gattung Dicerapanorpa Zhong und Hua, 2013. Etwa 24 Arten, alle Endemiten Chinas. Im Gegensatz zu Ceratopanorpa sitzen am sechsten Hinterleibstergiten der Männchen zwei hornartige Fortsätze.
- Gattung Megapanorpa Wang & Hua, 2019. Benannt nach der Größe (Vorderflügellänge mehr als 17 Millimeter). Die 6 derzeit bekannten Arten sind Endemiten Chinas.
- Gattung Sinopanorpa Cai und Hua, 2008. Die 4 Arten sind Endemiten Chinas.
- Gattung Furcatopanorpa Ma und Hua, 2011. Die einzige Art Furcatopanorpa longihypovalva (Hua & Cai, 2009) ist Endemit Chinas.
- Gattung †Baltipanorpa Krzeminski & Soszynska-Maj, 2012, mit der einzigen Art Baltipanorpa damzeni. Fossil im baltischen Bernstein.

Unterfamilie Neopanorpinae
- Gattung Leptopanorpa MacLachlan, 1875. Etwa 14 Arten, im südlichen Ostasien (Indonesien: Java, Sumatra, Bali). Der Hinterleib der Männchen ist auffallend verlängert. Möglicherweise in Neopanorpa mit einzubeziehen.[5]
- Gattung Neopanorpa van der Weele, 1909. Etwa 170 Arten, viele mit auffällig langen Flügeln. Ostasien (Indonesien, Indien, Laos, Thailand, Vietnam, China, Japan)
- Gattung Lulilan Willmann, 2022. 3 Arten. Hinterleib der Männchen auffallend verlängert (wie bei Leptopanorpa). Nepal, China. Möglicherweise gehören weitere bisher unter Neopanorpa geführte Arten hierher.
- Gattung Phine Willmann, 2022. Die bisher einzige Art Phine succinea lebt in Nepal.

### Arten in Mitteleuropa
Alle Arten in Mitteleuropa gehören zur artenreichen Gattung Panorpa, die außerdem in Asien (östlich bis Japan und Korea) und in Nordamerika vorkommt.
Die Unterscheidung der mitteleuropäischen Skorpionsfliegen-Arten erfolgt vorwiegend über die Ausbildung der Geschlechtsorgane sowie Gestalt und relative Größe und Form der Hinterleibssegmente.
- Panorpa alpina Rambur, 1842 (Alpen-Skorpionsfliege): erste parallel zum Vorderrand verlaufende Längsader (Subcosta) des Vorderflügels verschmilzt ca. in der Mitte mit dem Vorderrand (also vor dem Flügelmal (Pterostigma)), Vorderflügellänge 11–14 mm.
- Panorpa cognata Rambur, 1842 (Kenntliche Skorpionsfliege): Flügelzeichnung hellbraun/bleich, beim Männchen Hinterrand des 6. Hinterleibssegmentes mit buckeliger Wölbung, Vorderflügellänge 11,5–13,5 mm.
- Gemeine Skorpionsfliege (Panorpa communis L., 1758): meist eine durchgehende schwarze Flügelbinde. Der Fleck an der Flügelbasis erstreckt sich über eine Flügelzelle, manchmal fehlt er.[7]
- Deutsche Skorpionsfliege (Panorpa germanica L., 1758): keine durchgehende schwarze Flügelbinde, Männchen hat einen Höcker auf dem 3. Hinterleibssegment, Vorderflügellänge 10–13,5 mm.
- Panorpa hybrida MacLachlan, 1882 (Bastard-Skorpionsfliege): Basis des Vorderflügels ohne dunklen Fleck, ähnlich P. germanica aber ohne die drei länglich-dreieckigen Flecken am Flügelhinterrand, Vorderflügellänge 13–16 mm, westlich bis Polen.
- Panorpa vulgaris Imhoff & Labram, 1836: der Fleck an der Flügelbasis erstreckt sich über zwei, manchmal drei Flügelzellen.[8]

Der getrennte Artstatus von Panorpa communis und Panorpa vulgaris ist umstritten und wird nicht von allen Entomologen nachvollzogen. Sauer und Hensle (1977) zeigten jedoch in einem Laborexperiment, dass die Gemeine Skorpionsfliege Panorpa communis und Panorpa vulgaris „gute“ biologische Arten darstellen. Beide Arten sind sowohl durch progame als auch metagame Isolationsmechanismen reproduktiv voneinander getrennt.